# Riksdagen 1878
Riksdagen 1878 ägde rum i Stockholm.
Riksdagens kamrar sammanträdde i gamla riksdagshuset den 18 januari 1879. Riksdagsarbetet inleddes ceremoniellt genom riksdagens högtidliga öppnande i rikssalen på Stockholms slott. Riksdagen avslutades den 25 maj 1878.